# 愛姉妹
『愛姉妹』（あいしまい）は、シルキーズのアダルトゲームシリーズである。
ダウンロード版はDMM.com独占販売となっている。
ゲームシステムについては、基本的にコマンド選択型アドベンチャーである。また、シナリオについても基本的に主人公が歪んだ欲望をヒロインたちへ向ける内容が主であるが、第3作『愛姉妹 〜どっちにするの!!〜』のみ作風が異なる。

## 愛姉妹 二人の果実
シリーズ第1作。1994年9月30日にPC-9800シリーズ用として発売された。

## 愛姉妹・蕾 …汚してください
シリーズ第2作。2004年3月26日にWindows用として発売された。2008年5月18日にはダウンロード版が発売された。
シナリオは森茂りん、キャラクターデザイン・原画は竹井正樹がそれぞれ担当した。また、ヒロインである姉妹の声は、実際に姉妹である声優の伊藤硝子（姉・宮辻琴乃役）と伊藤瞳子（妹・宮辻鈴世役）が担当した。
2004年6月25日と同年9月24日には、『愛姉妹・蕾 …汚してください THE ANIMATION』のタイトルで全2巻構成のアダルトアニメ版がピンクパイナップルより発売された。アニメーション制作はアームス、キャラクターデザインはりんしんがそれぞれ担当した。2009年3月27日には全2巻をDVD1枚に収録した廉価版『愛姉妹・蕾 …汚してください THE ANIMATION ゴールドディスク 豪華完全版「芽吹」』が発売された。

## 愛姉妹 〜どっちにするの!!〜
シリーズ第3作。2006年10月27日にWindows用として発売された。
シナリオはKazoo、キャラクターデザイン・原画はさめだ小判がそれぞれ担当した。
前作までとは打って変わり、コミカルなシナリオにラブコメ描写が盛り込まれている。
パッケージ版の発売以降、ダウンロード販売は長らくされていなかったが、2017年6月23日にはWindows 7/8.1/10対応版のダウンロード販売が開始された。
キャスト
- 本多優奈 - 青山ゆかり
- 本多静流 - 芹園みや
- 桜井さやか - 一色ヒカル
- 白神香織 - 草柳順子
- りんぐ - 金田まひる
- 新城明良 - 越智悠
- 本多文七 - 佐倉徹
- 滝本和彦 - 空乃太陽

## 愛姉妹IV 悔しくて気持ち良かったなんて言えない
シリーズ第4作。2014年5月30日にWindows用として発売された。同年6月26日にはダウンロード版が発売された。
シナリオは『女系家族III 〜秘密HIMITSU卑蜜〜』のあしずり岬、キャラクターデザイン・原画は市川小紗がそれぞれ担当する。
作品のボリュームは『女系家族III』の1.5倍以上とうたわれており、シナリオの作風は前々作までと同様のものへ戻されているが、前作のようなコミカル要素も含まれている。
本作の発売により、2014年時点で『愛姉妹』シリーズがシルキーズ最長のシリーズとなった。
DMMの美少女ゲーム2014年下半期ランキングでは第2位、2014年年間ランキングでは第5位にランクインした。
2014年9月1日にはシルキーズが活動を終了した（公式サイトも実質的に閉鎖した）ため、本作が同ブランドの最終作となった。
キャスト
- 藤村愛美 - 中野志乃
- 藤村清美 - 青井美海
- 藤村江利子 - 伊東サラ
- 高峰奈々子 - 杏花
- 長谷川順子 - 春村さゆな
- その他出演声優 - 沢渡蛍、榊あやの、唐沢綺羅